# Selva Alegre (Esmeraldas)
Selva Alegre ist eine Ortschaft und eine Parroquia rural („ländliches Kirchspiel“) im Kanton Eloy Alfaro der ecuadorianischen Provinz Esmeraldas. Die Parroquia besitzt eine Fläche von 49,56 km². Die Einwohnerzahl lag im Jahr 2010 bei 1166.

## Lage
Die Parroquia Selva Alegre liegt im Küstentiefland im Nordwesten von Ecuador. Der Río Santiago fließt entlang der östlichen Verwaltungsgrenze nach Norden. Der Hauptort Selva Alegre befindet sich am Linksufer des Río Santiago 38,5 km südsüdöstlich vom Kantonshauptort Valdez. 
Die Parroquia Selva Alegre grenzt im Osten an die Parroquia Concepción (Kanton San Lorenzo), im Südosten an die Parroquia Luis Vargas Torres, im Südwesten an die Parroquia Atahualpa, im Westen an die Parroquia San José del Cayapas, im Nordwesten an die Parroquia Borbón sowie im Norden an die Parroquias Colón Eloy del María und Timbiré.